# Glyvrar
Glyvrar er en færøsk bygd med 473 indbyggere https://hagstova.fo/fo/folk/folkatal/folkatal  på øen Eysturoy, og ligger på østsiden af Skálafjørður. Bygden er en del af et 10 km langt sammenhængende byområde omkring Runavík. I nærheden af kirken ligger det interessante lille museum Bygdasavnið Forni, som har åbent om sommeren. 
Glyvrar er hovedkvarter for Færøernes største lakseopdrætsvirksomhed Bakkafrost. Foruden filetering-fabrikken i Glyvrar har firmaet fiskefabrikker i Klaksvík, Kollafjørður og Vágur via Faroe Farming. Selskabet har i alt ca. 800 ansatte. 

## Kirken
Glyvra kirkja blev indviet den 26. maj í 1927, og udbygget 1981. Oprindelig var kirken en hvidmalet bygning med et smallere tårn i vest. Taget var af sort bølgeblik ligesom det pyramideformede spir på tårnet. Ved ombygningen i 1981 blev den gamle kirkebygning åbnet i nordsiden og der blev opført to sideskibe, med åben tagstol, langs med kirken. Desuden blev der opført mindre bygninger både i forlængelse af den gamle kirke, men også i forlængelse af de to sideskibe.

## Historie
Glyvrar er en gammel bondebygd, som første gang blev nævnt på skrift 1584, men kan være ældre.
Fra 1903 til 1928 var der navigatørskole i Glyvrar. Efter endt uddannelse fandt de beskæftigelse i den dengang voksende fiskeriflåde på Færøerne.